# Iota Arae
Désignations
Iota Arae ou ι Arae est une étoile de la constellation de l'Autel. Elle est située à 920 années-lumière (281 parsecs) de la Terre, avec une marge d'erreur de 20 années-lumière. Basé sur l'échelle de Bortle et ayant une magnitude apparente de 5,2, elle est visible à l'œil nu.

## Caractéristiques
Iota Arae est une étoile géante évoluée avec un type spectral de type B2 IIIne. La notation « e » indique un spectre qui affiche des raies d'émissions, ce qui signifie qu'il s'agit d'une étoile Be entourée de gaz circumstellaire chaud. Elle tourne rapidement sur elle-même avec une vitesse de rotation projetée de 340 km/s. L'effet Doppler de cette rotation provoque l'élargissement et la nébulisation des raies d'absorption, comme indique la notation « n » dans son type spectral.
Elle a environ 8,3 M☉ et brille avec 10 864 L☉. Cette énergie est rayonnée dans l'espace depuis son atmosphère extérieure avec une température effective de 20 172 K, ce qui lui confère la teinte bleu-blanc caractéristique d'une étoile de type B. Le General Catalogue of Variable Stars la classe comme une étoile Be, allant d'une magnitude apparente de 5,18 à 5,26 avec une période de 13,36 heures. Dans une étude des données du satellite Hipparcos, il a été constaté que la luminosité variait de 0,054 en magnitude sans période claire.